# Re-Invention Tour
Re-Invention Tour foi a sexta turnê da artista musical estadunidense Madonna, feita em promoção ao seu nono álbum de estúdio, American Life. A turnê começou em 24 de maio de 2004 em Inglewood, Estados Unidos e terminou em 14 de setembro do mesmo ano em Lisboa, Portugal. Além disso, marcou os primeiros shows de Madonna em Portugal e na Irlanda.
Madonna se inspirou para criar a turnê, depois de participar de uma instalação de arte chamada X-STaTIC PRo=CeSS, dirigida pelo fotógrafo Steven Klein. Ela incorporou as imagens da instalação na turnê, cujo nome era, na verdade, uma crítica aos críticos de Madonna. Várias músicas foram ensaiadas para a turnê, com 21 delas fazendo o setlist final.
A digressão foi dividida em cinco segmentos: Barroco Francês–Marie Antoinette, Militar–Exército, Circo–Cabaré, Acústico–Tribo Escocês. Os figurinos foram desenvolvidos pela designer Arianne Phillips com base no conceito de reinvenção. O segmento de abertura exibiu performances com dança em geral. O segmento Militar exibiu performances com o tema da guerra. O Circo exibiu performances alegres, enquanto as apresentações do segmento acústico eram melancólicas. No Escocês Madonna e seus artistas exibiram rotinas energéticas de dança. A turnê recebeu uma recepção positiva dos críticos. No entanto, o cantor Elton John acusou Madonna de fazer uso do playback durante toda a turnê. Os representantes da cantora negaram as acusações e John se desculpou mais tarde.
A Re-Invention Tour foi um sucesso comercial, com vendas totais totais e várias datas extras sendo adicionadas. Tornou-se a turnê de maior bilheteria de 2004, faturando mais de US$ 125 milhões em 56 shows e uma audiência de mais de 800,000 pessoas. A turnê foi premiada com o troféu Top Turnê no Billboard Touring Awards de 2004. Madonna lançou um documentário intitulado I'm Going to Tell You a Secret, que narrava a turnê e continha apresentações do último show em Lisboa.

## Antecedentes e concepção

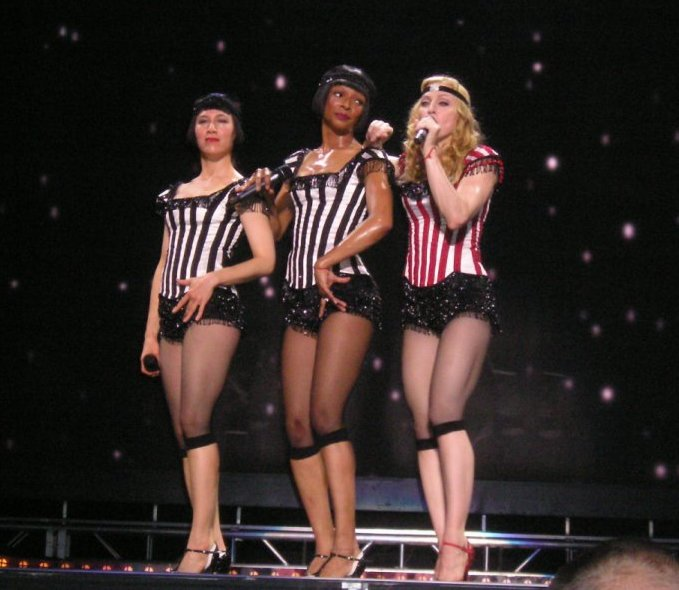
Madonna e suas dançarinas, executando uma versão lenta de "Deeper and Deeper" durante o terceiro segmento da turnê.

A Re-Invention World Tour foi a sexta turnê de Madonna em apoio ao seu nono álbum de estúdio, American Life. Em 2003, Madonna colaborou com o fotógrafo Steven Klein em um projeto de instalação de arte chamado X-STaTIC Pro=CeSS. A instalação retratou Madonna em diferentes encarnações de suas práticas espirituais – de yogi, profeta, rainha a aberração e dançarina. A publicação foi um sucesso mundial, levando a várias exposições em Nova Iorque, Londres, Paris, Düsseldorf, Berlim e Florença. Depois que a exposição terminou, Madonna se inspirou nas imagens das exposições e decidiu incorporá-las à sua turnê não planejada e pediu a Klein que a ajudasse na tarefa. O pôster lançado para o passeio usou uma das imagens do projeto de instalação. Apresentava Madonna em um vestido estilo do século XVII, rastejando de quatro em direção à câmera. Klein comentou mais tarde que,

"O problema é que eu sempre vi Madonna como uma artista performática. E acho que o que eu queria retratar era o processo sobre como um artista chega ao trabalho. E o que ela falou também é que, antes de um show, o que ela acha muito interessante são os ensaios e os esforços, e talvez ela queira se machucar. [...] E ela disse que o processo de fazer o show se tornou mais intrigante que o resultado final".

A principal intenção da turnê era transformar musicalmente os antigos sucessos de Madonna e mostrar sua capacidade de transformação e auto-reflexão. A turnê foi inicialmente conhecida como a turnê mundial Whore of Babylon, embora Madonna mais tarde tenha negado o uso desse nome. A ideia era retratar Madonna como a Prostituta da Babilônia, uma figura maligna do livro do Apocalipse. No entanto, mais tarde foi alterado para a Re-Invention World Tour, uma escavação autoconfiante de todos os críticos e pessoas que expressaram seus pontos de vista sobre Madonna reinventando sua imagem ao longo dos anos. O cartaz oficial da turnê exibia Madonna em um vestido de bolero vintage e um grande renascimento francês-como um coque de cabelo. O ar condicionado foi desligado durante a turnê, a pedido de Madonna, pois ela alegou que deixava sua garganta seca durante o canto.

## Desenvolvimento

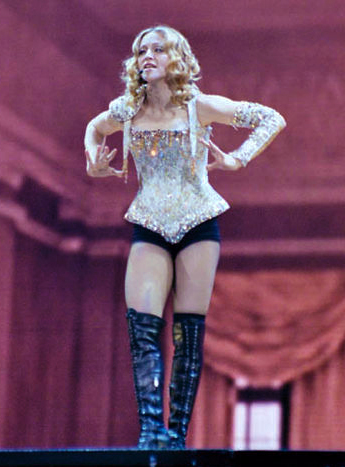
Madonna abrindo o show com a performance de "Vogue".

Durante os ensaios da turnê, foi decidido um setlist geral onde os ensaios do show começariam com "I'm So Stupid" do American Life, "Dress You Up" (1985) e "Material Girl" (1984). Mas "Dress You Up" e "I'm So Stupid" foram retirados do posteriormente do planejamento. Outras músicas retiradas da lista inicial incluem "Love Profusion" Headcleaner Mix (2004), "Swim" do Ray of Light (1998), "Live to Tell" (1986) e "Take a Bow" (1994) foi ensaiado pela primeira vez no Perfect Private Life Mix (1990) de Peter Rauhofer. A música de abertura do show foi decidida como "Vogue" (1990) por um longo tempo, até que Madonna decidiu usar "The Beast Within" como abertura. O final do show foi decidido como "Holiday" (1983) em vez de "Die Another Day" (2002 ), com a música de John Lennon "Imagine" (1971) sendo adicionada ao setlist. "Don't Tell Me" (2001) foi ensaiada em duas versões – 
uma versão francesa de pano de fundo de vídeo para a etapa americana e os shows de Paris, e "Bitter Sweet Symphony "para as outras paradas da turnê. Duas novas faixas ensaiadas para o show incluem "Devil Wouldn't Recognize You", escrito por Madonna e Joe Henry, e "I Love New York". Esta última foi incorporada como uma faixa bônus do CD ao vivo da Re-Invention Tour, I'm Going To Tell You A Secret (2005) e refeita como uma faixa de dance para seu décimo álbum de estúdio Confessions on a Dance Floor (2005), enquanto o primeiro foi incluído em seu décimo primeiro álbum de estúdio, Hard Candy (2008). "Ray of Light" também foi ensaiado durante as fases iniciais, mas Madonna mais tarde decidiu eliminá-la, pois a apresentação da música no início do show desgastaria muito sua voz para um começo de show. Finalmente, vinte e quatro das trinta músicas ensaiadas acabaram entrando no setlist oficial do show.
Os figurinos da turnê foram criados pela designer Arianne Phillips. Antes do show começar, o USA Today informou que Madonna faria cinco trocas de roupas na turnê. Phillips comentou que, como Madonna estava revisitando suas músicas antigas para essa turnê, essa foi a principal filosofia e inspiração por trás do design dos figurinos. No entanto, ela também observou que "Madonna sempre desrespeitou o conceito de reinvenção e não cria estratégias ou premeditações de seu novo visual em uma sala de reuniões, portanto esta é a maior declaração irônica de todas". As camisetas foram desenhadas por Jean-Paul Gaultier e os sapatos utilizados foram fornecidos pela Miu Miu. O vestido de abertura foi criado pelo designer francês Christian Lacroix e incorporou o visual barroco. A segunda parte das roupas militares temáticas inspiradas no álbum American Life e desenhadas por Phillips. O terceiro conjunto enfatizou o ponto emocional do show e, portanto, os figurinos eram mais calmos e exibiam as silhuetas dos artistas. Os figurinos deste segmento foram desenhados por Stella McCartney. Os figurinos da fase quatro, inspirados nos carnavais, foram desenhados pela Chanel. O segmento final da turnê exibiu vestidos tradicionais. Além disso, Madonna usava espartilhos durante o primeiro segmento.

## Sinopse do concerto

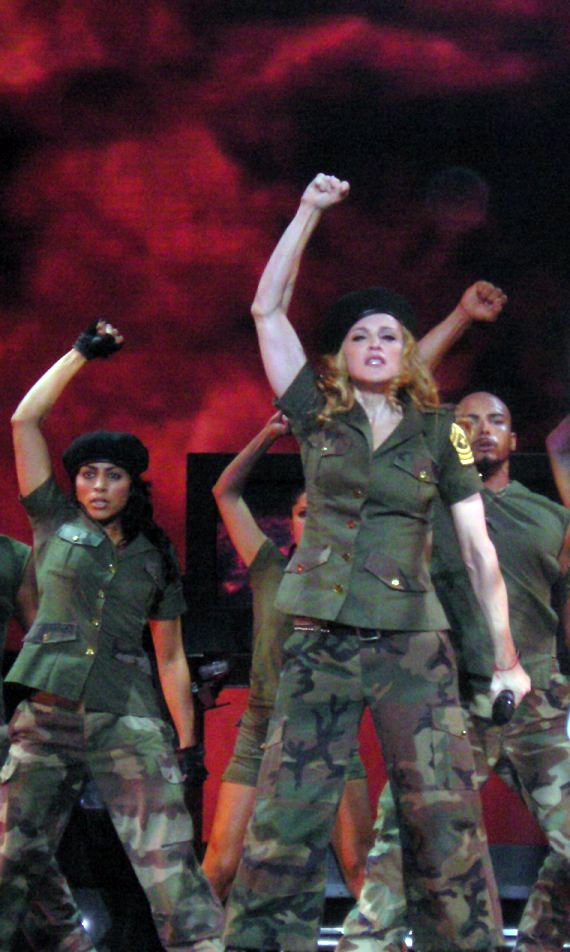
Madonna e seus dançarinos performando "American Life" no segmento militar da turnê.

O tema central da turnê foi unidade versus violência. Ele foi dividida em cinco segmentos com diferentes temas: Barroco Francês–O Renasciemnto de Marie Antoinette, Militar–Exército, Circo–Cabaré, Acústico–Tribo Escocês segmentos. Começou com "The Beast Within", uma recitação sinistra do Livro de Apocalipse de Madonna e as telas exibindo as instalações X-STaTIC PRo=CeSS de Madonna. Quando a introdução terminou, Madonna apareceu no palco em uma plataforma ascendente em um espartilho dourado (em alguns shows europeus ela usava um lilás), fazendo poses de ioga para performar "Vogue". Foi seguido pelo energicamente "Nobody Knows Me" em uma esteira rolante com algumas das palavras da música aparecendo nas telas, depois "Frozen", durante o qual um vídeo de um homem nu e uma mulher nua, acariciando e entrelaçando na água, seus rostos e órgãos genitais escurecidos pelas sombras para preservar sua androginia, eram exibidos nos cenários. Este vídeo foi dirigido por Chris Cunningham, que dirigiu o videoclipe original de Madonna para a música. O segmento militar começou com o som de um helicóptero ao fundo, quando os dançarinos de apoio de Madonna, vestidos como soldados, rastejavam de barriga como se estivessem no meio da batalha, depois se abraçavam como se estivessem se despedindo. Madonna apareceu no palco, em cima de uma estrutura composta por aparelhos de TV, vestindo calças de camuflagem, uma jaqueta verde-oliva e boina preta. Ela começou a cantar "American Life" como a guerra cenas de morte e destruição brilhou nas telas atrás dela (no final da canção, ele mostrou um sósia de George W. Bush amorosamente descansando a cabeça no ombro de um Saddam Hussein da mesma forma, como se os dois fossem um casal e estivessem esperando uma licença de casamento). Durante a apresentação, Madonna desceu uma longa passarela em forma de V que desceu do teto e permitiu que ela chegasse ao meio do estádio. Ela também girou rifles do exército durante uma marcha "Express Yourself" antes de colocar uma guitarra em versões rock de "Burning Up" e "Material Girl". Durante as apresentações deste último, os cenários exibiram equações matemáticas, juntamente com hélices de DNA correndo pelas telas. Um interlúdio de remix de "Hollywood" apresentava um dançarino de break, um dançarino de fogo, um dançarino de barriga, um dançarino de sapateado e um skatista. As telas exibiam animações de cartas de tarô.
O interlúdio foi seguido por uma performance estilo cabaré de "Hanky Panky", que iniciou o segmento Circense do espetáculo. Em seguida, uma versão jazz de "Deeper and Deeper" foi apresentada com suas duas dançarinas de apoio. Em seguida, Madonna performa "Die Another Day", com seus dançarinos em uma coreografia semelhante ao tango e os cenários exibiram um homem velho em seu leito de morte. Depois disso, ela foi amarrada em uma cadeira elétrica quando começou a cantar "Lament" da trilha sonora do filme Evita e a plataforma sobe com ela até o topo. Madonna comentou mais tarde que "Lament" era sua "parte favorita", [...] eu gosto da ideia de ser contida. Estou cantando sobre todas as coisas que eu poderia ter, mas meu ego ficou no caminho e destruí tudo minha felicidade". O remix orbital/vídeo interlúdio de "Bedtime Story" foi realizado enquanto dançarinos balançavam em trapézios. Um segmento de estilo acústico começou com "Nothing Fails", com o violão sendo tocado pela própria Madonna. Depois disso, ela cantou "Don't Tell Me", recriando a coreografia do vídeo da música com seus dançarinos. A próxima música tocada foi "Like a Prayer" onde os símbolos dos 72 nomes de Deus foram exibidos nos cenários. Durante a apresentação de "Mother and Father" combinados, imagens católicas junto com a Mãe de Madonna foram exibidas nos cenários. Madonna então cantou a música pró-paz, "Imagine", de John Lennon quando montagens de fotos de crianças devastadas pela guerra, aldeias bombardeadas e artilharia foram exibidas nos cenários. Questionada sobre por que ela escolheu fazer o cover dessa música, Madonna simplesmente disse: "Eu queria fazer uma declaração com a música de paz definitiva".
O segmento final começou com tocadores de gaita de foles escoceses desfilando pelo palco em kilts e tocando bateria e flauta. Madonna apareceu no palco com kilts longos semelhantes e uma camiseta branca sem mangas para tocar "Into the Groove" com o gaiteiro escocês Lorne Cousin. Uma simulação em vídeo da rapper Missy Elliott é reproduzida durante a performance; mais tarde, Madonna começou a cantar "Papa Don't Preach" Madonna usava camisetas pretas com a linha "Kabbalists Do It Better" impressa nelas. Madonna assobia na plataforma elevada e canta a música. Outras linhas impressas nas camisetas de vários outros shows incluíam "Midwesterners Do It Better", "Italians Do It Better" "Irish Do It Better" e "Brits Do It Better". A próxima música, "Crazy for You" é deficada a seus fãs. As duas últimas apresentações consistiram em "Music" e o show segue-se com "Holiday", que foi apoiado por uma montagem de bandeiras morphing nos cenários. O show se encerra com tiros de canhão de confete e a frase "Reinvente-se" aparecendo na tela.

## Análise da crítica

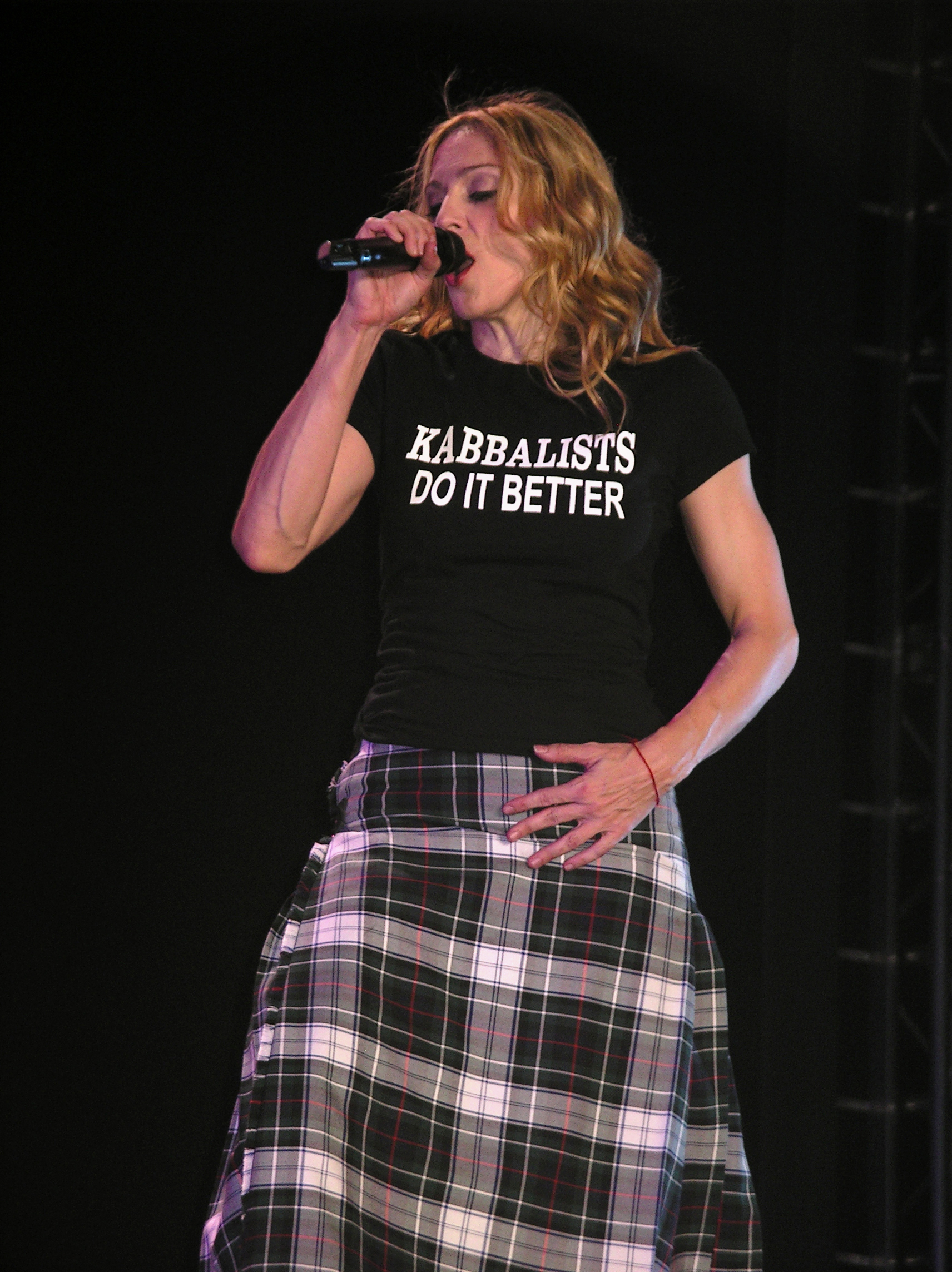
Madonna performando "Papa Don't Preach" durante segmento escocês.

A turnê recebeu elogios da crítica. David Segal, do The Washington Post, observou que a "diferença entre esse show e o último, a Drowned World Tour de 2001, foi impressionante. Esse show parece imparcial em comparação com o outro, em parte porque Madonna finalmente resolveu os problemas que a impediam de executar seus primeiros sucessos. Madonna [...] criou um novo híbrido de performance". A visão de Segal foi compartilhada por Elizabeth Smith, do The New York Times, que também comentou que "Diferentemente da Drowned World Tour de 2001, que era sombria, muitas vezes hostil, a Re-Invention devolve Madonna à luz. Ela parece ter um bom tempo". Edna Gunderson, do USA Today, deu ao concerto quatro das quatro estrelas e disse: "Madonna parece estar se divertindo muito bem. Enquanto sua última digressão teve forças técnicas, mas não teve calor, conteúdo carnal ou valor de choque que as turnês anteriores deram, mas desta vez Madonna está optando por mais coração do que decote e mais personalidade do que palavrões". Joshua Klein, do Chicago Tribune, comentou que a digressão de Madonna mostrava mais espetáculo do que substância.
Sal Cinquemani, da Slant Magazine, comentou o tema do show e disse que "a melhor coisa que Madonna pode rever (e reinventar) o passado é que ela e nós seremos lembrados do que ela faz de melhor: fazendo-nos esquecer os maus momentos, junte-se, libere a pressão e tenha férias". No entanto, Robert Hilburn, do Los Angeles Times, sentiu que o concerto acabou assumindo um tom mais sombrio e político e condenou o "fracamente político [como] não-sexy e pouco inspirador". Kelefa Sanneh, do The New York Times, disse que era "uma noite densa, vertiginosa, muitas vezes incoerente e às vezes emocionante, estrelando uma grande intérprete que muitas vezes se encontrava fazendo sombra em suas próprias vidas passadas". Dan Aquilante, do New York Post disse que o concerto "deslumbrou seu caminho nos corações do público dedicado com uma divertida revista teatral que foi elaborada, encenada e costurada com uma trupe de dança". Thea Singer, do Boston Herald, disse que "Madonna trouxe o misticismo judaico em turnê". John Hand, da BBC, observou que a "Re-Invention Tour felizmente medita do passado e o presente de Madonna. [...] É uma experiência de concerto muito mais abrangente para o fã dedicado".

## Recepção comercial

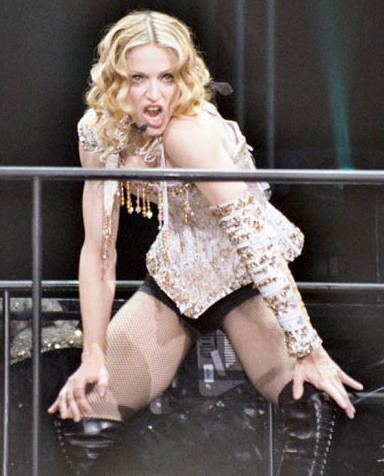
Madonna "Nobody Knows Me" durante o segmento de abertura do show.

Os primeiros ingressos para a turnê foram atribuídos aos membros do Icon, membros oficiais do fã-clube de Madonna. No entanto, a turnê logo começou a vender em todo o mundo. Originalmente programada para atuar em doze grandes mercados da América do Norte, com paradas adicionais em Paris e Londres, a demanda por ingressos se tornou tão alta que em Nova Iorque, após duas datas do Madison Square Garden esgotarem em tempo recorde, a gerente de Madonna, Caresse Henry, e O promotor mundial de viagens Clear Channel Entertainment decidiram adicionar novas datas à turnê. Nos primeiros cinco dias, a turnê esgotou as datas em Los Angeles, Las Vegas, New York City, Boston, Chicago, Toronto, Filadélfia e Miami. Pacotes de ingressos de alto preço para todas as datas da turnê foram vendidos no site da Madonna, Madonnaviptickets.com. Os ingressos custavam US$ 700 (US$ 948 de dólares em 2019) por pessoa. A MTV organizou um concurso no ar intitulado Front and Center With Madonna Contest, onde os fãs puderam ganhar ingressos para uma área no palco em qualquer um dos shows programados. Após o início da turnê, no meio do ano foi anunciado que a turnê arrecadou US $ 44,9 milhões (US$ 60,78 milhões de dólares em 2019), da venda de 258,000 ingressos a um preço médio de US$ 174,17. Sua média bruta por show foi de US $ 6,414 milhões (US $ 8,68 milhões em 2019), restando ainda mais da metade das datas.
Antes do final do show, a revista Billboard projetou vendas totais de US$ 120 milhões (US$ 162,43 milhões em 2019) pela Re-Invention. Isto foi confirmado por pessoas revista que disse que a turnê arrecadou cerca de US$ 120 milhões em todos os shows, tornando-se assim o maior bilheteria de uma turnê em 2004. Embora a Musicology Tour de Prince tenha sido inicialmente projetada para ser a a turnê de maior bilheteria, a Billboard Boxscore publicou que a Re-Invention Tour havia vendido 55 dos 56 shows e arrecadou US$ 125 milhões (US$ 169,2 milhões de dólares em 2019). Em 2004 durante o Billboard Touring Awards, a Re-Invention Tour recebeu o prêmio Top Turnê durante a Backstage Pass Conference no Roosevelt Hotel, em Nova Iorque, em 9 de novembro de 2004. A gerente da turnê, Caresse Henry, recebeu o prêmio de Top Empresário.

## Transmissões e gravações

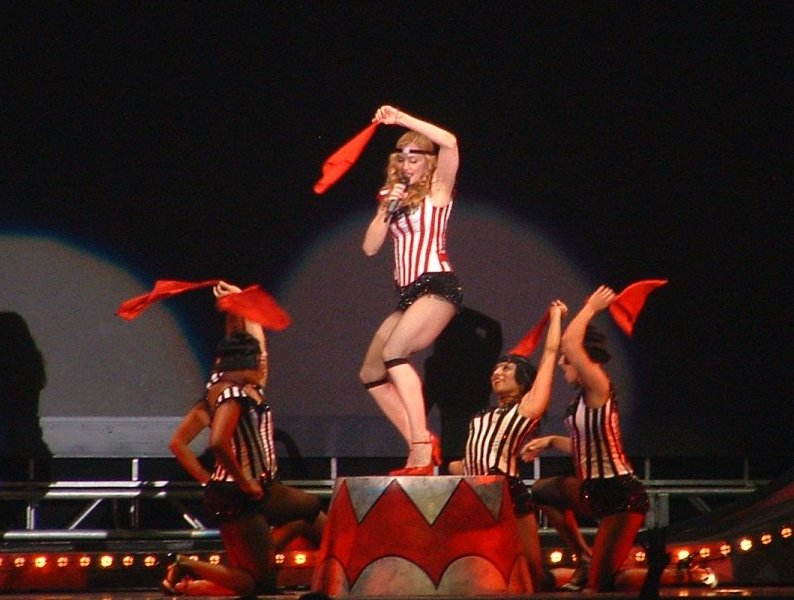
Madonna performando "Hanky Panky" durante o segmento cicercence da turnê.

Esperava-se que o concerto final em Lisboa fosse ao ar pela CBS, que supostamente se ofereceu para pagar US$ 10 milhões para transmiti-lo como um especial de duas horas, mas Madonna cancelou tal contrato. Um documentário intitulado I'm Going to Tell You a Secret, que narra a turnê, foi lançado. O documentário foi gravado durante a apresentação de Madonna na turnê e foi finalizado durante a gravação do décimo álbum de estúdio da cantora, Confessions on a Dance Floor. O DVD+CD contendo o documentário e um álbum ao vivo de destaques do show também foi lançado em maio de 2006. O DVD continha duas horas de duração e apresentava o show da turnê, incluindo seu ensaio e algumas cenas de performance, enquanto o CD oferece treze músicas do set list além da demo de rock de "I Love New York".
O documentário foi dirigido por Jonas Åkerlund. Barry Walters, da Rolling Stone, comentou que "o documentário cinético e gentil de Jonas Akerlund, de 2005, da Re-Invention Tour de Madonna em 2004 carece das delícias da diva Truth or Dare. O CD ao vivo bônus prova que ela é uma cantora melhor". Stephen Thomas Erlewine, do Allmusic, elogiou o lançamento dizendo "como o primeiro CD ao vivo de Madonna, I'm Going to Tell You a Secret, é forte e divertido, e mesmo que as minúcias excessivas no DVD que acompanha o vídeo signifiquem que apenas os fãs hardcore passem suas duas horas, também é muito bem feito". O lançamento estreou no número 33 da Billboard 200 e entre os dez primeiros no Canadá e na tabela European Top 100 Albums.

## Controvérsia

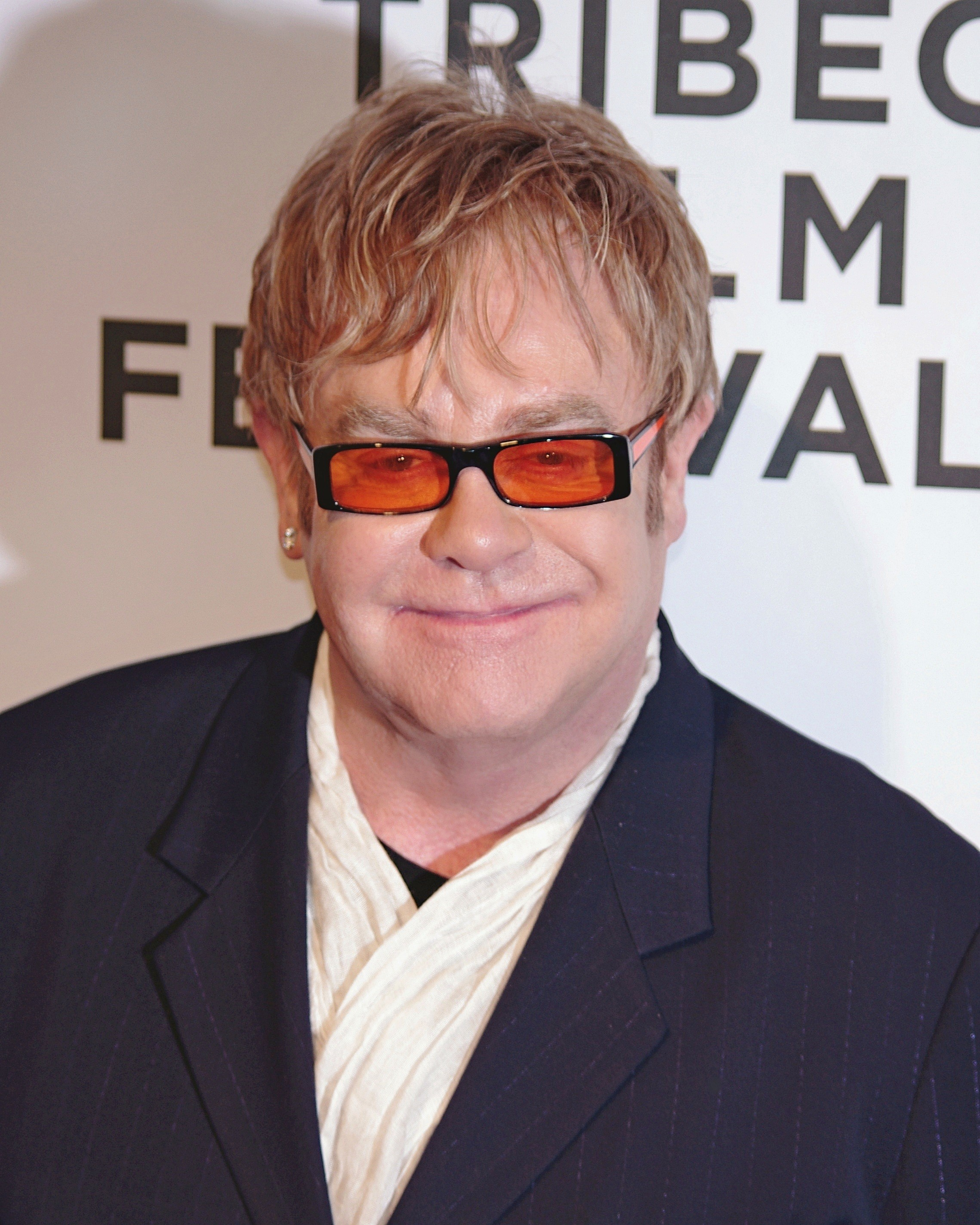
Elton John acusou Madonna de fazer uso do playback durante toda a turnê.

Durante os prêmios da revista Q magazine, o cantor Elton John acusou Madonna de fazer uso do playback durante toda a turnê. Reagindo à indicação de Madonna para Melhor Atuação ao Vivo, ele comentou: "Desde quando playback é ao vivo? Qualquer pessoa que pague 134 dólares para ver uma pessoa que sincroniza os lábios em público no palco, deve ser baleada. Enquanto eu só apareço na porra da lista de cartões de Natal dela".  A publicitária de Madonna, Liz Rosenberg, rejeitou as alegações de John dizendo "Madonna não faz playback nem gasta seu tempo destruindo outros artistas, [...] ela cantou todas as notas de sua turnê Re-Invention ao vivo e não tem vergonha de ter dizer que foi bem paga por seu trabalho duro. [...] Elton John permanece em sua lista de cartões de Natal, seja ele bom ... ou travesso". John divulgou uma declaração à Entertainment Weekly dizendo que gostaria de pedir desculpas a Madonna por seus comentários. Ele disse:

Não quero escalar porque gosto de Madonna, [...] ela esteve na minha casa para jantar. Foi algo que foi dito no calor do momento e provavelmente não deveria ter sido dito. [...] Peço desculpas se a visse? Sim, porque não quero magoar os sentimentos de nenhum artista. Foi minha culpa. Eu instiguei a coisa toda. Mas isso se aplica a todos aqueles malditos cantores adolescentes. [...] A reação foi tão histérica, foi como se eu tivesse dito: 'Acho que todos os gays deveriam ser mortos ou acho que Hitler estava certo'. Eu apenas disse que alguém estava usando playback. Não tenho medo de dizer o que penso. Eu não vou amadurecer com a idade. Fico mais enfurecido com as coisas à medida que envelheço, porque você vê que essas injustiças continuam.

## Canções
Bloco Francês Barroco/Renascimento de Maria Antonieta
1. The Beast Within (Introdução de Vídeo)
2. Vogue
3. Nobody Knows Me
4. Frozen

Bloco Militar/Exército
- Break Down (Interlúdio de performance)

1. "American Life
2. "Express Yourself
3. "Burning Up
4. "Material Girl

Bloco Circo/Cabaré
1. "Hollywood (Remix) (Interlúdio de vídeo)
2. "Hanky Panky
3. "Deeper and Deeper
4. "Die Another Day
5. "Lament

Bloco Acústico
1. "Bedtime Story (Remix) (Interlúdio de vídeo)
2. "Nothing Fails
3. "Don't Tell Me (contém elementos de "Bitter Sweet Symphony")
4. "Like A Prayer † (Versão Acustica)
5. "Mother and Father † (contém elementos de "Intervention")
6. "Imagine" (Cover de John Lennon)

Bloco Escocês/Tribal
- Susan MacLeod † (Performance Interlude)

1. "Into the Groove (contém elementos de "Into de Hollywood Groove" com Part. de Missy Elliot) †
2. "Papa Don't Preach "(Versão elétrica)" (Contem novas batidas, e termina com um extrato de "American Life")
3. "Crazy For You
4. "Music † (contém elementos de "Into the Groove")
5. "Holiday † (contém elementos de "She Wants to Move")

Setlist e amostras no site oficial de Madonna, mais as notas e a lista de faixas de I'm Going to Tell You a Secret

## Datas
| Data                   | Cidade          | País           | Local                            |
| ---------------------- | --------------- | -------------- | -------------------------------- |
| América do Norte       |                 |                |                                  |
| 24 de Maio de 2004     | Los Angeles     | Estados Unidos | The Forum                        |
| 26 de Maio de 2004     | Los Angeles     | Estados Unidos | The Forum                        |
| 27 de Maio de 2004     | Los Angeles     | Estados Unidos | The Forum                        |
| 29 de Maio de 2004     | Las Vegas       | Estados Unidos | MGM Grand Garden Arena           |
| 30 de Junho de 2004    | Las Vegas       | Estados Unidos | MGM Grand Garden Arena           |
| 2 de Junho de 2004     | Anaheim         | Estados Unidos | Arrowhead Pond                   |
| 3 de Junho de 2004     | Anaheim         | Estados Unidos | Arrowhead Pond                   |
| 6 de Junho de 2004     | San José        | Estados Unidos | HP Pavilion                      |
| 8 de Junho de 2004     | San José        | Estados Unidos | HP Pavilion                      |
| 9 de Junho de 2004     | San José        | Estados Unidos | HP Pavilion                      |
| 13 de Junho de 2004    | Washington D.C. | Estados Unidos | MCI Center                       |
| 14 de Junho de 2004    | Washington D.C. | Estados Unidos | MCI Center                       |
| 16 de Junho de 2004    | Nova Iorque     | Estados Unidos | Madison Square Garden            |
| 17 de Junho de 2004    | Nova Iorque     | Estados Unidos | Madison Square Garden            |
| 20 de Junho de 2004    | Nova Iorque     | Estados Unidos | Madison Square Garden            |
| 21 de Junho de 2004    | Nova Iorque     | Estados Unidos | Madison Square Garden            |
| 23 de Junho de 2004    | Nova Iorque     | Estados Unidos | Madison Square Garden            |
| 24 de Junho de 2004    | Nova Iorque     | Estados Unidos | Madison Square Garden            |
| 27 de Junho de 2004    | Worcester       | Estados Unidos | DCU Center                       |
| 28 de Junho de 2004    | Worcester       | Estados Unidos | DCU Center                       |
| 30 de Junho de 2004    | Worcester       | Estados Unidos | DCU Center                       |
| 1 de Julho de 2004     | Worcester       | Estados Unidos | DCU Center                       |
| 4 de Julho de 2004     | Filadélfia      | Estados Unidos | Wachovia Center                  |
| 5 de Julho de 2004     | Filadélfia      | Estados Unidos | Wachovia Center                  |
| 7 de Julho de 2004     | East Rutherford | Estados Unidos | Continental Airlines Arena       |
| 8 de Julho de 2004     | East Rutherford | Estados Unidos | Continental Airlines Arena       |
| 11 de Julho de 2004    | Chicago         | Estados Unidos | United Center                    |
| 12 de Julho de 2004    | Chicago         | Estados Unidos | United Center                    |
| 14 de Julho de 2004    | Chicago         | Estados Unidos | United Center                    |
| 15 de Julho de 2004    | Chicago         | Estados Unidos | United Center                    |
| 18 de Julho de 2004    | Toronto         | Canadá         | Air Canada Centre                |
| 19 de Julho de 2004    | Toronto         | Canadá         | Air Canada Centre                |
| 21 de Julho de 2004    | Toronto         | Canadá         | Air Canada Centre                |
| 24 de Julho de 2004    | Atlanta         | Estados Unidos | Philips Arena                    |
| 25 de Julho de 2004    | Atlanta         | Estados Unidos | Philips Arena                    |
| 28 de Julho de 2004    | Sunrise         | Estados Unidos | Office Depot Center              |
| 29 de Julho de 2004    | Sunrise         | Estados Unidos | Office Depot Center              |
| 1 de Julho de 2004     | Miami           | Estados Unidos | AmericanAirlines Arena           |
| 2 de Agosto de 2004    | Miami           | Estados Unidos | AmericanAirlines Arena           |
| Europa                 |                 |                |                                  |
| Data                   | Cidade          | País           | Local                            |
| 14 de Agosto de 2004   | Manchester      | Reino Unido    | Manchester Evening News Arena    |
| 15 de Agosto de 2004   | Manchester      | Reino Unido    | Manchester Evening News Arena    |
| 18 de Agosto de 2004   | Londres         | Reino Unido    | Earls Court                      |
| 19 de Agosto de 2004   | Londres         | Reino Unido    | Earls Court                      |
| 22 de Agosto de 2004   | Londres         | Reino Unido    | Wembley Arena                    |
| 23 de Agosto de 2004   | Londres         | Reino Unido    | Wembley Arena                    |
| 25 de Agosto de 2004   | Londres         | Reino Unido    | Wembley Arena                    |
| 26 de Agosto de 2004   | Londres         | Reino Unido    | Wembley Arena                    |
| 29 de Agosto de 2004   | Dublin          | Irlanda        | Slane Castle                     |
| 1 de Setembro de 2004  | Paris           | França         | Palais Omnisports de Paris-Bercy |
| 2 de Setembro de 2004  | Paris           | França         | Palais Omnisports de Paris-Bercy |
| 4 de Setembro de 2004  | Paris           | França         | Palais Omnisports de Paris-Bercy |
| 5 de Setembro de 2004  | Paris           | França         | Palais Omnisports de Paris-Bercy |
| 8 de Setembro de 2004  | Arnhem          | Países Baixos  | Gelredome                        |
| 9 de Setembro de 2004  | Arnhem          | Países Baixos  | Gelredome                        |
| 13 de Setembro de 2004 | Lisboa          | Portugal       | Pavilhão Atlântico               |
| 14 de Setembro de 2004 | Lisboa          | Portugal       | Pavilhão Atlântico               |